# فولر بازر
فولر بازر (بالإنجليزية: Fuller W. Bazer)‏ (مواليد 1938م) عالم حيوانات أمريكي وأستاذ متميز. حصل بازر بالمشاركة مع ميخائيل روبرتس على جائزة وولف في الزراعة لعالم 2002/3م.